# 더 밴드 페리
더 밴드 페리(The Band Perry)는 미국의 컨트리 밴드이다. 세 멤버는 형제남매 사이이다. 2010년 10월 12일, 밴드 동명의 데뷔 앨범 The Band Perry를 발매했다. 앨범의 수록곡 "If I Die Young"은 빌보드 핫 컨트리 송스, 핫 어덜트 컴템포러리 트랙 차트 1위를 했고, 쿼드루플 플래티넘 등급을 받았다. 2013년 4월 2일, 두번째 정규 앨범 Pioneer를 발매했다. 앨범의 수록곡 "Better Dig Two"와 "Done"은 싱글 차트 1위를 했고, 또 다른 수록곡 "Don't Let Me Be Lonely"와 "Chainsaw"는 10위 권 내에 들었다.